# Blur (album Małpy)
Blur – drugi studyjny album polskiego rapera Małpy, będący jednocześnie jego trzecim albumem solowym. Wydawnictwo ukazało się 22 lutego 2019 roku nakładem wytwórni Proximite. Album został w całości wyprodukowany przez Magierę.
W opcji preorderu album dostępny był w wydaniu rozszerzonym. W ramach promocji zostały zrealizowane teledyski do utworów „Nie wiem co będzie jutro”, „Budzę się” i „O krok”.
Nagrania dotarły do 2. miejsca zestawienia OLiS. 20 marca 2019 roku album uzyskał status złotej płyty.

## Lista utworów

### Wydanie podstawowe
Opracowano na podstawie materiału źródłowego.
1. „Wisła skuta lodem” (wokal: Marta Janiszewska) – 3:50
2. „Nie wiem co będzie jutro” (gościnnie: Sarius) – 3:08
3. „O krok” (gościnnie: Ras) – 3:10
4. „Wszystko o czym śnię” – 4:12
5. „Zanim zaczął się czas” (wokal: Marta Janiszewska) – 3:37
6. „W środku nocy” – 3:21
7. „Neofici” (gościnnie: Miodu) – 3:29
8. „Budzę się” – 3:25
9. „Puste słowa” – 3:21
10. „Pasażer” (gościnnie: Bownik) – 3:40
11. „Lonely (Outro)” (wokal: Asia Czajkowska) – 3:33

### Wydanie rozszerzone
Opracowano na podstawie materiału źródłowego.
1. „Wisła skuta lodem” (wokal: Marta Janiszewska) – 3:50
2. „Nie wiem co będzie jutro” (gościnnie: Sarius) – 3:08
3. „O krok” (gościnnie: Ras) – 3:10
4. „Wszystko o czym śnię” – 4:12
5. „Zanim zaczął się czas” (wokal: Marta Janiszewska) – 3:37
6. „W środku nocy” – 3:21
7. „Neofici” (gościnnie: Miodu) – 3:29
8. „Budzę się” – 3:25
9. „Puste słowa” – 3:21
10. „Pasażer” (gościnnie: Bownik) – 3:40
11. „Lonely (Outro)” (wokal: Asia Czajkowska) – 3:33
12. Bonus track: „Goń!” – 3:23